# دوري كوستاريكا لكرة القدم
دوري كوستاريكا لكرة القدم هو الدوري الوطني لكرة القدم في كوستاريكا، .البطل الحالي هو ديبورتيفو سابريسا.